# Cromatină

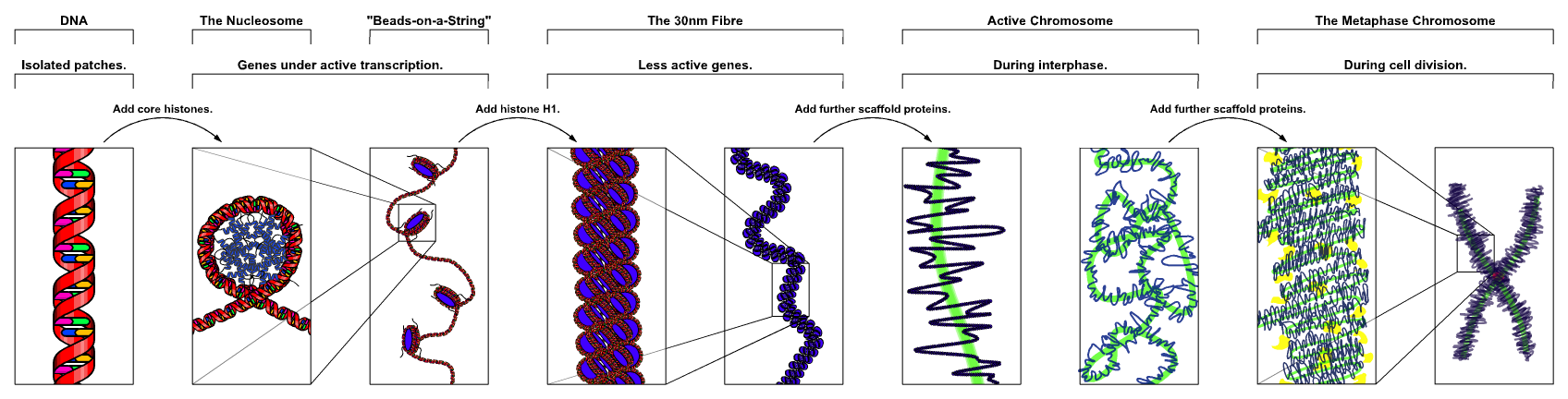
Strucura majoră a ADN-ului compact: ADN, nucleozomii, fibrele de cromatină și cromozomii metafazici.

Cromatina este formată din mai multe macromolecule prezente în celulă, anume ADN, proteine și ARN. În timpul diviziunii celulare, cromatina se colorează mult mai intens și este mai evidentă deoarece se condensează formând cromozomii. Cromatina are o mare afinitate pentru coloranții bazici, fiind bazofilă.
Când celula nu se divide, cromatina prezintă două tipuri de regiuni: de eucromatină (care se colorează mai pal) și de heterocromatină (regiuni mai dense care se colorează mai intens). 

## Tipuri de cromatină:
Eucromatina - cu localizare în regiunea centrală a nucleului, despiralizată și cu afinitate redusă pentru coloranți, constituită din ADN activ transcripțional (de exemplu, gene ce pot fi traduse în proteine).
Heterocromatina  - cu localizare la periferia nucleului, condensată și cu afinitate crescută pentru coloranți, constituită din ADN inactiv transcripțional.
Poate fi de două tipuri: heterocromatină constitutivă (heterocromatină ce nu este niciodată exprimată, formată din secvențe repetate de ADN) și heterocromatină facultativă (heterocromatină ce conține gene ce pot fi exprimate în anumite condiții).